# Place de Bitche
Pour les articles homonymes, voir Rue de Bitche.
La place de Bitche est  située dans le 19e arrondissement de Paris et plus précisément dans le quartier de la Villette (73e quartier de Paris).

## Situation et accès
Elle est située au-devant de l’église Saint-Jacques-Saint-Christophe de la Villette, entre le quai de l'Oise, la rue Jomard et la rue de Crimée.
La place est proche du pont de Crimée.
Le square Serge-Reggiani occupe une partie de la place. La place de l'Édit-de-Nantes est située au sud.

## Origine du nom
Cette place porte le nom de la ville de Bitche située en Lorraine, célèbre pour sa défense pendant la guerre franco-prussienne de 1870 (1870-1871).

## Historique

Armes de la ville de Bitche.

Le nom de « place de Bitche » avait d’abord été attribué à une voie du 16e arrondissement de Paris mais cela posa un problème diplomatique lorsque la légation des États-Unis s’y installa car, en anglais, le mot bitch est le terme le plus bas pour désigner une femme ; on donna finalement le nom de « place des États-Unis » à cette voie et l’ancienne appellation passa à une voie du 19e arrondissement de Paris, le tout par arrêté du 16 août 1881. Le maintien d’une voie à son nom à Paris marque la sollicitude des autorités françaises envers cette ville annexée par l'Allemagne (Bitche, redevenue « Bitsch », fait alors partie de l’Alsace-Lorraine au sein de l’Empire allemand).
La voie du 19e arrondissement était précédemment appelée « place de l'Église » et fut aussi appelée « place du Parvis ».
Cette place de l’Église devenue place de Bitche était une voie de la commune de La Villette (Seine) annexée par Paris en 1860 ; elle  fut classée dans la voirie parisienne par le décret du 23 mai 1863.
En 1867, une partie de la place fut détachée pour former la rue Jomard.
Le 30 janvier 1918, durant la Première Guerre mondiale, la place de Bitche est touchée lors d'un raid effectué par des avions allemands.

## Bâtiments remarquables et lieux de mémoire
- no 2 : caserne Bitche, de la Brigade de sapeurs-pompiers de Paris.
- no 6 : square Serge-Reggiani[2].
- Place de l'Édit-de-Nantes.